# 乱流モデル
乱流モデル（らんりゅうもでる、英: Turbulence model）とは、計算流体力学（CFD）において、乱流を数値解析する際によく用いられる数学モデルである。乱流は複雑な性質を持つために、数値計算には一般に膨大な計算格子を必要とし適用が困難である。これの対策として考えられたのが、乱流モデルを導入する解析手法である。これは、DNSのように乱流に含まれるすべての大きさの渦変動を解析することはやめ、ある程度大きな渦の変動を解析対象とし、小さな渦の変動が及ぼす影響について、適当な物理モデルにより表現するというものである。乱流モデルとは、この場合に導入される物理モデルの総称である。

## 概要
乱流の程度を測りたい場合に、必要なものは全ての乱流運動のデータではなく、大まかな流れである場合が多い。実験や理論から、大きな渦は流れ場の形状の影響を強く受けるが、小さな渦は影響が少ない。そのため、工学的な用途から乱流を計算する場合、平均的な流れに関わる大きな渦の挙動を求めることが重要である。この解くべき流れを、ある種の平均操作を施すことによって導き、流れとそれ以外の乱流渦との間の関係を与える乱流モデルが必要になる。

## 種類
| 乱流（特にその内部構造）の振る舞いを記述する理論上のモデルを構築することは可能か？ |

乱流を含む流れの解析手法は以下のように分類される。リストの後ろの方ほど厳密な取り扱いだが、計算負荷も増大する。

### 相関式
摩擦係数をレイノルズ数の関数として与えたり、熱伝達率（ヌセルト数）をレイノルズ数とプラントル数の関数として与えるなどの方法。流体力学の初歩段階で教えられ、大変有効な手法だが、単純流れにしか適用できない。コンピュータを用いた数値解析の必要はない。

### 積分方程式
運動方程式をある方向に積分し、残された方向への常微分方程式に変換する方法。

### 1点完結モデル
RANSに代表される、時間平均、空間平均あるいはアンサンブル平均して得られる方程式に基づく方法。
乱流流れを平均成分と変動成分の和として表すが、それらは切り離すことができず、乱れの効果は乱流応力という形で流れの方程式に現れる。乱流モデルではこれを近似することが必要となる。乱流モデルを用いる解析手法で対象とする大きな渦の変動を抽出するには何らかの特別な操作が必要となるが、これには大きく分けて二つの方法があり、一つはレイノルズ（Reynolds）平均と呼ばれる時間的および空間的平均操作に基づくRANSと呼ばれる方法で、もう一つは空間フィルタ操作に基づくLESと呼ばれる方法である。

#### RANS（レイノルズ平均を施した方程式）
定常流れ(もしくは非常にゆったりとした非定常流れ)だけを解くには、乱流運動の全てがモデル化の対象となり、(非圧縮性流体では)連続の式とナビエ-ストークス方程式に対してレイノルズ平均が施される。このレイノルズ平均が施された方程式をRANS（Reynolds-Averaged Navier-Stokes equations, RANS）と呼ぶ。

### 2点相関モデル
速度成分の2点相関に対する方程式、あるいはそのフーリエ変換を用いる方法。一様乱流以外にはほとんど用いられない。

### LES（ラージエディシミュレーション）
乱流の比較的大きな構造を直接計算の対象とし、それより細かい乱れに対してモデル化を行う計算をラージエディシミュレーション（Large-Eddy Simulation, LES）と呼ぶ。LESの方程式には、ナビエ-ストークス方程式に空間的に大小のスケールで分離するためにフィルターをかける。このことから、LESにおけるフィルターは格子平均と呼ばれることもある。

### 直接数値シミュレーション (DNS)
上記に挙げた乱流モデルを用いずに、乱流の全ての運動に対してナビエ-ストークス方程式を解く方法を乱流の直接数値シミュレーション（Direct Numerical Simulation, DNS）と呼ぶ。必要な計算格子の数はレイノルズ数とともに急速に増大するため、幾何形状が単純な低レイノルズ数流れにのみ適用可能である。